# Eddie Jackson
Eddie Jackson (Lauderdale Lakes, 10 dicembre 1993) è un giocatore di football americano statunitense che milita nel ruolo di safety per i Baltimore Ravens della National Football League  (NFL).

## Carriera

### Chicago Bears
Jackson al college giocò a football con gli Alabama Crimson Tide dal 2013 al 2016, vincendo il campionato NCAA nel 2015. Fu scelto dai Chicago Bears nel corso del quarto giro (112º assoluto) del Draft NFL 2017. Debuttò come professionista partendo come titolare nella gara del primo turno contro gli Atlanta Falcons mettendo a segno 4 tackle. Il 22 ottobre contro i Carolina Panthers segnò due touchdown, uno su ritorno di fumble recuperato e il secondo dopo un intercetto su Cam Newton nella vittoria per 17-3. Divenne così il primo giocatore della storia a segnare due touchdown difensivi da oltre 75 yard nella stessa gara, venendo premiato come miglior difensore della NFC della settimana. La sua stagione da rookie si concluse con 73 tackle, un sack, 2 intercetti e un fumble forzato, disputando tutte le 16 partite come titolare.
Nell'undicesimo turno della stagione 2018 Jackson ritornò un intercetto su Kirk Cousins dei Minnesota Vikings in touchdown, risultando decisivo per la vittoria sugli avversari di division. Sette giorni dopo fu premiato come difensore della NFC della settimana dopo avere ritornato un altro intercetto su Matthew Stafford dei Detroit Lions per 41 yard in touchdown. Il giorno successivo fu premiato come difensore del mese della NFC in cui segnò tre touchdown in quattro gare, tutte vinte dai Bears che misero in mostra una delle migliori difese della lega. Nel 15º turno interruppe la striscia da record di Aaron Rodgers di 402 passaggi senza subire intercetti nella vittoria che diede ai Bears il primo titolo di division dal 2010. A fine stagione fu convocato per il suo primo Pro Bowl ed inserito nel First-team All-Pro dopo essersi classificato quarto nella NFL con 6 intercetti.
Alla fine della stagione 2019 Jackson fu convocato per il suo secondo Pro Bowl dopo avere fatto registrare 60 tackle e 2 intercetti.
Il 15 febbraio 2024 Jackson fu svincolato dai Bears.

### Baltimore Ravens
Il 19 luglio 2024 Jackson firmò un contratto di un anno con i Baltimore Ravens.

## Palmarès
- Convocazioni al Pro Bowl: 2

2018, 2019
- First-team All-Pro: 1

2018
- Difensore della NFC della settimana: 1

novembre 2018
- Difensore della NFC della settimana: 2

7ª del 2017, 12ª del 2018